# 拉绍德封美术馆

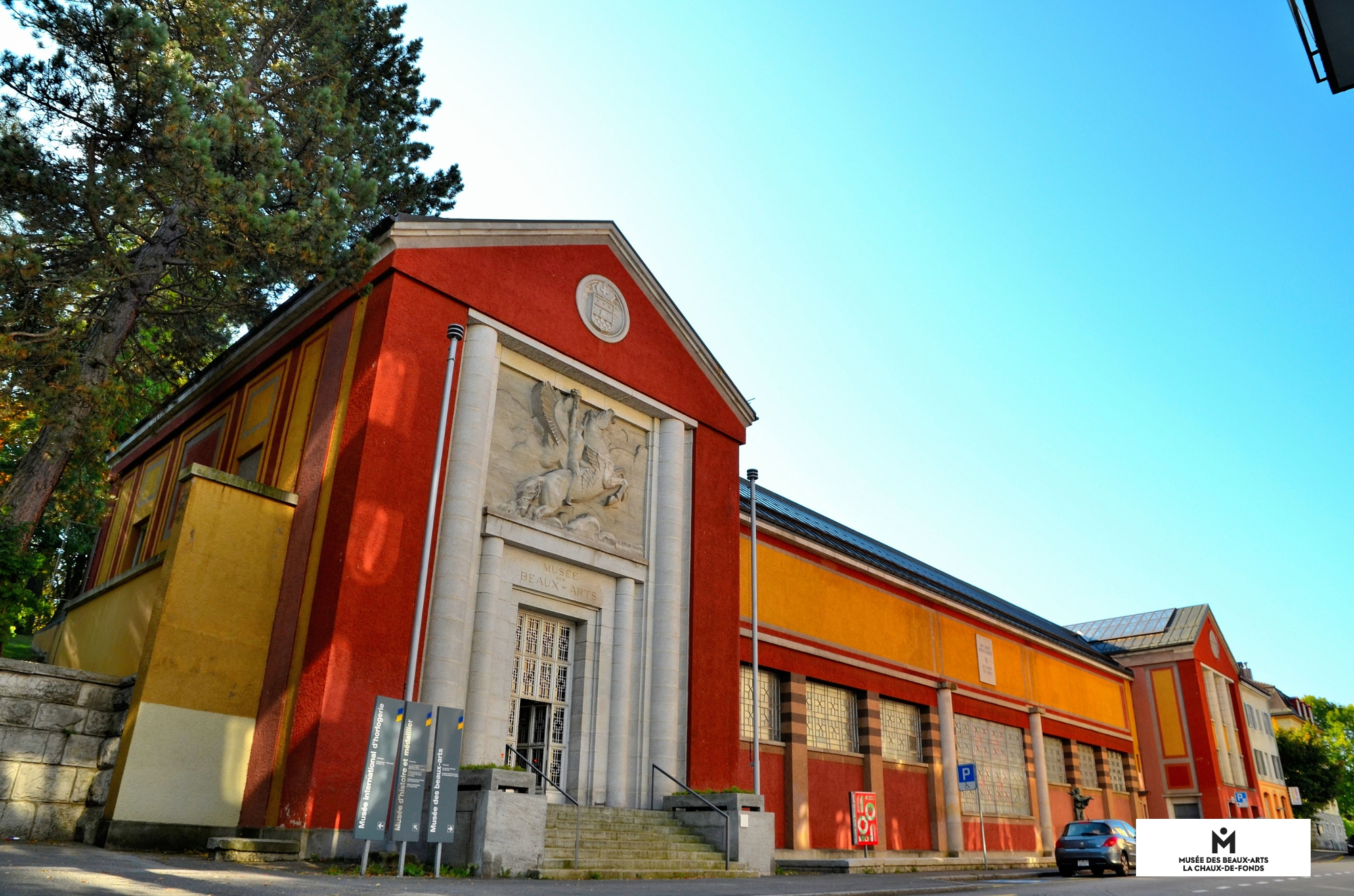

拉绍德封美术馆（Musée des Beaux-Arts de La Chaux-de-Fonds）是一座艺术博物馆，位于瑞士拉绍德封。它成立于1864年4月8日，1926年6月5日搬入目前的装饰风艺术风格的建筑，由艺术家 René Chapallaz 和 Charles L'Eplattenier 设计。勒·柯布西耶装饰了正立面。 该建筑已列入瑞士国家和区域重要文化财产名录。
该博物馆长期以瑞士艺术为中心，1940年代末期向国际当代艺术开放，重点是抽象艺术、法国和意大利艺术。当代艺术占据重要地位。永久收藏包括超过7000 件。